# Funció theta de Ramanujan
En matemàtica, la  funció theta de Ramanujan  generalitza la forma de les funcions theta de Jacobi, al mateix temps que conserva les seves propietats generals. En particular,
el producte triple de Jacobi es pot escriure elegantment en termes de la funció theta de Ramanujan. La funció pren nom de Srinivasa Ramanujan, i va ser la seva última gran contribució a les matemàtiques.

## Definició
La funció theta de Ramanujan està definida com:
{\displaystyle f(a,b)=\sum _{n=-\infty }^{\infty }a^{n(n+1)/2}\;b^{n(n-1)/2}}
per| ab |<1. La identitat del producte triple de Jacobi pren la forma
{\displaystyle f(a,b)=(-a;ab)_{\infty }\;(-b;ab)_{\infty }\;(ab;ab)_{\infty }}
Aquí, l'expressió ( a ;  q )   n   denota el símbol q-Pochhammer. Entre altres, les identitats que es poden obtenir s'inclouen
{\displaystyle f(q,q)=\sum _{n=-\infty }^{\infty }q^{n^{2}}={\frac {(-q;q^{2})_{\infty }(q^{2};q^{2})_{\infty }}{(-q^{2};q^{2})_{\infty }(q;q^{2})_{\infty }}}}
i
{\displaystyle f(q,q^{3})=\sum _{n=0}^{\infty }q^{n(n+1)/2}={\frac {(q^{2};q^{2})_{\infty }}{(q;q^{2})_{\infty }}}}
i
{\displaystyle f(-q,-q^{2})=\sum _{n=-\infty }^{\infty }(-1)^{n}q^{n(3n-1)/2}=(q;q)_{\infty }}
aquesta última es converteix en la funció d'Euler, que està estretament relacionada amb la funció eta de Dedekind.